# Апаев, Хасан Владимирович
Хаса́н Влади́мирович Апа́ев (осет. Апаты Владимиры фырт Хасан; род. 26 сентября 1957, Владикавказ, Северо-Осетинская АССР) — мастер спорта по вольной борьбе. Заслуженный тренер РСФСР (1991). 

## Биография
Родился 26 сентября 1957 года во Владикавказе, Северо-Осетинская АССР, в осетинской семье. С 12 лет стал заниматься вольной борьбой.
В 1989 году окончил факультет физического воспитания и спорта Северо-Осетинского государственного университета имени Коста Левановича Хетагурова.
С 1978 года работал тренером в спортивном обществе «Трудовые резервы».
Подготовил несколько мастеров спорта, среди которых трёхкратный олимпийский чемпион (2004, 2008, 2012) и двукратный чемпион мира (2003, 2006) — Артур Таймазов, чемпион мира среди юниоров в Чехословакии (1991) и чемпион России (1995) — Виталий Гизоев, чемпион Европы (2009) и России (2010) — Сослан Кцоев, Георгий ЦОРАЕВ (1990) - чемпион РСФСР.